# Portland Trail Blazers 1971-1972
La stagione 1971-72 dei Portland Trail Blazers fu la 2ª nella NBA per la franchigia.
I Portland Trail Blazers arrivarono quinti nella Pacific Division della Western Conference con un record di 18-64, non qualificandosi per i play-off.

## Roster
| N°    | Naz.                   | Ruolo | Sportivo          | Anno | Alt. | Peso |
| ----- | ---------------------- | ----- | ----------------- | ---- | ---- | ---- |
| 11    | Stati Uniti (bandiera) | GA    | Charlie Yelverton | 1948 | 188  | 86   |
| 12    | Stati Uniti (bandiera) | G     | Rick Adelman      | 1946 | 185  | 79   |
| 15    | Stati Uniti (bandiera) | GA    | Larry Steele      | 1949 | 196  | 82   |
| 17    | Stati Uniti (bandiera) | G     | Willie McCarter   | 1946 | 191  | 79   |
| 21    | Stati Uniti (bandiera) | AC    | Sidney Wicks      | 1949 | 203  | 102  |
| 30-35 | Stati Uniti (bandiera) | C     | Darrall Imhoff    | 1938 | 208  | 100  |
| 38    | Stati Uniti (bandiera) | A     | Ron Knight        | 1947 | 201  | 98   |
| 40    | Stati Uniti (bandiera) | GA    | Stan McKenzie     | 1944 | 196  | 88   |
| 41    | Stati Uniti (bandiera) | A     | Jim Marsh         | 1946 | 201  | 98   |
| 43    | Stati Uniti (bandiera) | C     | Bill Smith        | 1949 | 213  | 100  |
| 44    | Stati Uniti (bandiera) | AC    | Gary Gregor       | 1945 | 201  | 102  |
| 45    | Stati Uniti (bandiera) | G     | Geoff Petrie      | 1948 | 193  | 86   |
| 54    | Stati Uniti (bandiera) | C     | Dale Schlueter    | 1945 | 208  | 102  |

## Staff tecnico
- Allenatori: Rolland Todd (12-44) (fino al 2 febbraio)[1], Stu Inman (6-20)